# La Felguera
La Felguera è la parrocchia più grande del comune di Langreo, nella regione delle Asturie, in Spagna e, sebbene ufficialmente la sua popolazione sia di poco superiore agli 800 abitanti, raggiunge con l'agglomerazione cui fa capo i 20 000 abitanti circa. È pertanto, sotto il profilo demografico, il quinto centro urbano dell'Asturia.
La Felguera è nota per le sue importanti industrie siderurgiche, attive fin dalla metà del XIX secolo e presenta un aspetto prevalentemente moderno. L'edificio forse più noto della città è la iglesia de San Pedro (chiesa di san Pietro) in stile neoromanico, edificata nel 1880, poi andata distrutta durante la guerra civile (1936-1939). Ricostruita, è stata riaperta al culto nel 1954. Fra le altre costruzioni di un certo interesse si segnalano le case della calle del Conde Sizzo, il Mercato e il Palacio de Las Nieves. La Felguera ospita anche un Museo dell'industria Siderurgica.